# Владислав Щепаняк
Владислав Щепаняк (пол. Władysław Szczepaniak; нар. 19 травня 1910, Варшава, Царство Польське — пом. 16 травня 1979, Варшава, Польща) — польський футболіст, виступав на позиціях нападника, півзахисника, та захисника.

## Клубна кар'єра
У чемпіонаті Польщі дебютував у 1928 році, виступаючи на позиції нападника. Нетривалий час виступав у півзахисті, а на початку 1930-х років перейшов на позицію захисника. Швидко став основним захисником «Чорних сорочок», а згодом і капітаном команди. У команді виступав до 1947 року, а за рік до цього допоміг «Полонії» вперше в історії виграти чемпіонат Польщі, перший повоєнний розіграш національного чемпіонату.

## Кар'єра в збірній
У футболці національної збірної дебютував у 1930 році в поєдинку проти Швеції, востаннє футболку польської «кадри» одягав вже по завершенні війни, 1947 року. Суперником поляків знову була збірна Швеції. З моменту завершення цього матчу й до 2013 року був найстаршим футболістом в історії збірної (на момент матчу Владиславу було 37 років та 118 років). У червоно-білій футболці зіграв 34 поєдинки, виводив команду з капітанською пов'язкою, в тому числі й в історичному поєдинку проти Бразилії на чемпіонаті світу 1938 року. Учасник Олімпійських ігор 1936 року, на якому поляки посіли 4-е місце.

## Кар'єра тренера
По завершенні кар'єри гравця розпочав тренерську діяльність. З 1948 по 1949 рік працював головним тренером столичної «Гвардії». З 1951 по 1953 рік (з перервою) очолював варшавську «Полонію». Потім тренував нижчолігову «Погонь» (Гродзиськ-Мазовецький) та молодіжну команду варшавської «Полонії».

## Досягнення
- Перша ліга Польщі
  -  Чемпіон (1): 1946
  -  Срібний призер (1): 1926
- Друга ліга Польщі
  -  Чемпіон (2): 1933, 1937